# Пожежа будівлі в Йоганнесбурзі (2023)
31 серпня 2023 року близько 01:30 SAST пожежа охопила будівлю в Йоганнесбурзі — столиці ПАР. Загинули 76 людей, ще 88 отримали поранення. Це одна з найбільш смертоносних пожеж в історії Південно-Африканської Республіки.

## Подія
Пожежа сталася в центральному діловому районі в п'ятиповерховій покинутій будівлі, яка належить міській владі на розі вулиць Делверс і Альберт. У ньому проживало близько 400 бідних людей, багато з яких були іноземцями, економічними мігрантами та шукачами притулку. Пожежа виникла рано вранці 31 серпня 2023 року, причина пожежі наразі невідома. Вона поширилася будівлею, заблокувавши багатьох людей між перегородками та дверями між тимчасовими кімнатами, збудованими цими мешканці.
Багато мешканців стрибали з вікон будівлі, щоб врятуватися, деякі з них не вижили. Пожежники знайшли тіла, які лежали там, де й померли жильці, біля зачинених дверей на першому поверсі, коли вони намагалися вийти з палаючої будівлі.

## Будівля
Будівля, Альберт-стріт, 80, була побудована в 1954 році як головний офіс Департаменту з неєвропейських справ Йоганнесбурга, який служив офісом перепусток для виконання законів про перепустки, які контролювали переміщення темношкірих людей до Йоганнесбурга під час системи апартеїду . З 1994 року в будівлі розміщувався жіночий притулок, пізніше названий Жіночим притулком Усіндізо. У 2019 році клініку, яка розміщувалася в будівлі, перемістили до MMC for Health and Social Development Mpho Phalatse, оскільки будівлю зайняли сквотери та визнали її небезпечною для перебування.
Будівлю було позначено меморіальною дошкою, яка розповідає про її історію.

## Реакція
Пожежа привернула увагу до сотень захоплених будівель у центральному діловому районі Йоганнесбурга, зазвичай перенаселених, у яких проживають збіднілі та маргіналізовані люди, включаючи велику кількість мігрантів без документів, що прибули до економічного центру Південно-Африканської Республіки Йоганнесбурга.
Президент ПАР Сиріл Рамафоса відвідав місце трагедії 31 серпня, назвавши це «дзвінком для пробудження». Прем'єр-міністр Гаутенга Паньяза Лесуфі оголосив про контроль за розслідуванням цієї пожежі. У той час як неурядові організації та власники нерухомості в центрі міста звинувачували владу міста Йоганнесбург у нехтуванні утриманням будівель та неспроможності надавати послуги та дотримуватися правил безпеки. Представники влади, у свою чергу, звинувачували неурядові організації в судових позовах, які успішно оскаржили попередні спроби міста виселити сквотерів з подібних об'єктів. Справа ще більше ускладнюється послідовними рішеннями судів про те, що виселення не можна проводити, якщо не буде надано альтернативне житло переселенцям.
Деякі жителі, які пережили пожежу, відмовилися сідати в автобуси для переселення до тимчасового житла в громадських приміщеннях після пожежі, побоюючись, що переселення буде використано чиновниками як привід для депортації, і не бажаючи залишити власне майно в спаленому місці у цій будівлі.